# Aung San Suu Kyi

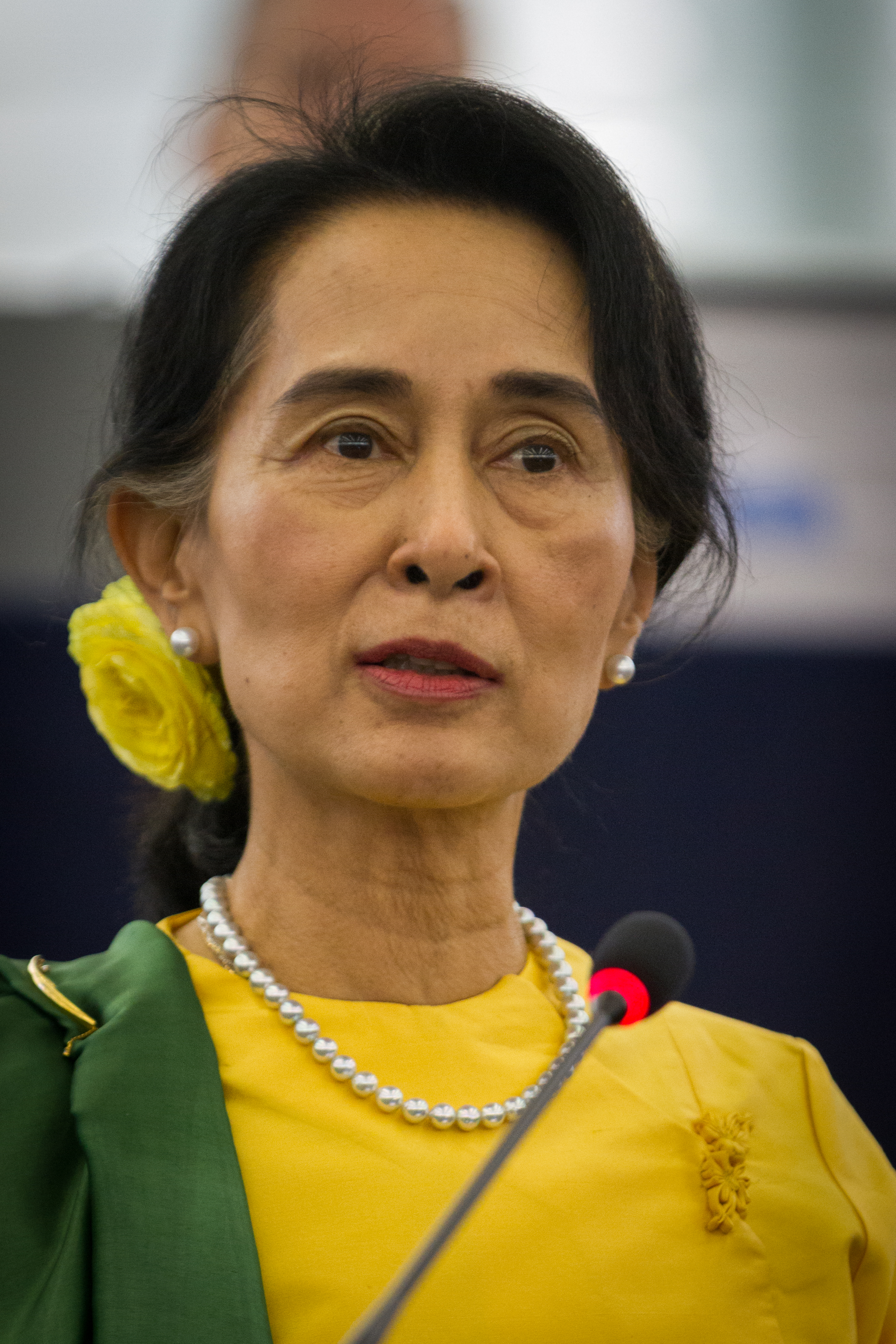
Aung San Suu Kyi (2013)

Aung San Suu Kyi (birmanisch အောင်ဆန်းစုကြည်; [àuɴ sʰáɴ sṵ tɕì]; * 19. Juni 1945 in Rangun, Britisch-Birma) ist eine birmanische Politikerin. Sie setzte sich seit den späten 1980er Jahren für eine gewaltlose Demokratisierung ihres Heimatlandes ein und wurde als herausragende Vertreterin im Freiheitskampf gegen Unterdrückung und soziale Ungerechtigkeit gewürdigt. 1991 erhielt sie hierfür den Friedensnobelpreis.
Am 13. November 2010 entließ die Militärregierung Myanmars Aung San Suu Kyi aus ihrem insgesamt 15 Jahre währenden Hausarrest. Aung San Suu Kyi war von 1988 bis 2011 Generalsekretärin der Nationalen Liga für Demokratie (NLD) und ist seit 2011 Vorsitzende der Partei.
Bei den Nachwahlen zum birmanischen Unterhaus Pyithu Hluttaw vom 1. April 2012 gewann sie die Abgeordnetenwahl im Wahlkreis Kawhmu. Ihre Partei gewann 43 der 45 neu zu besetzenden Parlamentssitze. Am 2. Mai 2012 legte sie ihren Eid als Parlamentsabgeordnete ab. Am 8. November 2015 gewann die NLD unter ihrer Führung bei den Parlamentswahlen die absolute Mehrheit der Sitze und wählte im März 2016 Aung San Suu Kyis engen Parteifreund Htin Kyaw mithilfe einiger Kleinparteien mit einer Zweidrittelmehrheit zum Präsidenten. Aung San Suu Kyi wurde unter ihm als Staatsberaterin Regierungschefin, Ministerin des Büros des Präsidenten und Außenministerin von Myanmar. Nach einem Militärputsch im Februar 2021 steht sie erneut unter Hausarrest. Im Dezember 2021 wurde sie von einem Sondergericht der Militärregierung wegen Gewaltaufruf und Verstoß gegen COVID-19-Pandemie-Auflagen zu einer vierjährigen Haftstrafe verurteilt, wenige Stunden nach dem Urteil wurde das Strafmaß auf zwei Jahre Hausarrest herabgesetzt. Menschenrechtler stufen die Verfahren als einen Schauprozess ein.
Der Internationale Strafgerichtshof und der Internationale Gerichtshof begannen mit Ermittlungen zu Vorwürfen eines Völkermords an den Rohingya, der während ihrer Regierungszeit in Myanmar geschehen sein soll.
Im Dezember 2022 wurde Aung San Suu Kyi zu weiteren sieben Jahren Haft verurteilt. Sie hatte die Vorwürfe, etwa wegen Korruption, als politisch motiviert zurückgewiesen.

## Leben

### Familie und Ausbildung
Aung San Suu Kyi ist die Tochter von Aung San, Kommandeur der Burma Independence Army (BIA) und Präsident der Anti-Fascist People’s Freedom League (AFPFL) sowie Vorkämpfer für die Unabhängigkeit des damaligen Birmas vom Vereinigten Königreich, und Ma Khin Kyi, erste weibliche Botschafterin Birmas in Indien. 1947 wurde ihr Vater während einer Kabinettssitzung ermordet. Daw Khin Kyi – „Daw“ ist die ehrenvolle Anrede einer Frau in der birmanischen Sprache – wurde eine bekannte Figur des politischen Lebens in Birma, wo sie vor allem in der Sozialpolitik tätig war.
Aung San Suu Kyi wuchs in Indien auf, wo ihre Mutter ab 1960 Birma als Botschafterin vertrat. Nach dem Highschool-Abschluss in Neu-Delhi ging sie nach England und studierte von 1964 bis 1967 am St Hugh’s College an der University of Oxford. Dort schloss sie ihr Studium 1967 mit dem Bachelor in Philosophie, Politik und Wirtschaft ab. Von 1969 bis 1971 arbeitete sie im UN-Sekretariat in New York (Verwaltungs- und Finanzabteilung), in ihrer Freizeit war sie ehrenamtlich in einem Krankenhaus tätig. 1972 heiratete sie den britischen Tibetologen Michael Aris, mit dem sie zwei Söhne hat.

### Oxford und Kyōto
1974 zogen Aung San Suu Kyi und Michael Aris nach Oxford, wo Aris an der Universität angestellt war. Aung San Suu Kyi begann zu schreiben und recherchierte bezüglich des Lebens ihres Vaters, über den sie 1984 ein Buch veröffentlichte. Von 1985 bis 1986 bezog sie ein Stipendium in Kyōto, Japan, und recherchierte weiter über den Aufenthalt ihres Vaters in diesem Land. In der Folge entstanden weitere Veröffentlichungen über Birma.

### Parteivorsitzende der NLD
1988 kehrte sie wegen einer Krankheit ihrer Mutter in ihre Heimat zurück. Dadurch erlebte sie den Sturz des Militärdiktators Ne Win und die folgenden blutigen Aufstände mit. Am 26. August desselben Jahres hielt sie ihre erste Rede, in der sie sich für eine „demokratische Entwicklung in Birma“ einsetzte. Drei Wochen später folgte die nächste Militärregierung, die jegliche demokratische Bestrebungen verbot. Am 27. September wurde die Nationale Liga für Demokratie (NLD) mit Aung San Suu Kyi als Parteivorsitzender gegründet. Die politischen Ziele sollen mit zivilem Ungehorsam und gewaltfrei erreicht werden. Trotz aller Drohungen und Gewalt gegen ihre Anhänger setzte sie ihren Wahlkampf fort. Ihre Aufstellung zu den Wahlen wurde im Februar 1989 verboten. Sie selbst wurde ab Juli 1989 zum ersten Mal unter Hausarrest gestellt mit der Begründung, sie gefährde die staatliche Sicherheit. Studenten, die bei ihr waren, wurden verhaftet, worauf sie so lange in einen Hungerstreik ging, bis ihr deren gute Behandlung zugesichert wurde. 1990 gewann ihre Partei die Wahlen, das Ergebnis wurde aber von den Militärs nicht anerkannt.
Am 14. Oktober 1991 wurde Aung San Suu Kyi „für ihren gewaltlosen Kampf für Demokratie und Menschenrechte“ der Friedensnobelpreis zuerkannt. Ihr Ehemann und ihre beiden Söhne nahmen ihn am 10. Dezember in ihrem Namen entgegen, da Aung San Suu Kyi befürchtete, dass ihr die Wiedereinreise nach Myanmar verweigert würde, falls sie selbst zur Preisverleihung nach Oslo reiste. Im Jahre 2012 konnte sie in Oslo bei einer nachgeholten Festveranstaltung des Nobelpreiskomitees eine Dankesrede halten.
Erst am 10. Juli 1995, nach rund sechs Jahren, wurde Aung San Suu Kyis Hausarrest aufgehoben. Jedoch blieb ihr Bewegungsspielraum für mindestens weitere vier Jahre sehr eingeschränkt und man war immer wieder besorgt um ihr Überleben – trotz oder gerade wegen ihrer Popularität im Lande. Andererseits wurde es Journalisten und UN-Mitgliedern mehrfach erlaubt, sie zu besuchen, nicht so allerdings ihrem Mann, den sie von 1995 bis zu seinem Tod am 27. März 1999 nicht mehr wiedersah.
Am 6. Dezember 2000 verlieh US-Präsident Bill Clinton ihr die Freiheitsmedaille („The Presidential Medal of Freedom“), die höchste zivile Auszeichnung in den USA. Die irische Rockband U2 setzte ihr 2001 mit dem Lied Walk on aus dem Album All that you can’t leave behind ein musikalisches Denkmal.

### Weitere Festnahmen und Hausarrest
Zum zweiten Mal wurde sie unter Hausarrest gestellt, nachdem sie gegen das Reiseverbot verstoßen und sich nach Mandalay begeben hatte. Der Arrest dauerte vom 22. September 2000 bis zum 6. Mai 2002.
Nach einem der Regierung zugeschriebenen Überfall auf ihre Wagenkolonne am 31. Mai 2003 in Dabayin, in der Sagaing-Division, nahm die Militärführung Aung San Suu Kyi erneut fest. Nachdem sie eine Zeit lang im Gefängnis war und operiert wurde, stand sie seither erneut unter Hausarrest in Rangun. Am 24. Oktober 2005 hatte sie insgesamt zehn Jahre unter Hausarrest verbracht: 1989 bis 1995, 2000 bis 2002 und von Mai 2003 bis einschließlich 24. Oktober 2005. Am 28. November 2005 wurde er offiziell um ein halbes Jahr verlängert.
Am 20. Mai 2006 kam es zu einem Treffen zwischen Aung San Suu Kyi und dem UN-Gesandten Ibrahim Gambari in Rangun. Es war ihr erstes Treffen mit einem ausländischen Vertreter seit über drei Jahren und fand im Rahmen einer neuen diplomatischen UN-Mission statt, in der mit der birmanischen Regierung über die Achtung der Menschenrechte und die Wiedereinführung der Demokratie gesprochen wurde. Allen Hoffnungen auf eine Freilassung zum Trotz verfügte das Regime am 26. Mai die erneute Verlängerung des Hausarrests um ein Jahr. Nach Ablauf dieser Periode wurde er ungeachtet aller Appelle der Weltöffentlichkeit am 25. Mai 2007 erneut um ein Jahr verlängert.
Während der Proteste der Mönche („Mönchsmärsche“) gelang es einer Gruppe von etwa 1000 Mönchen, am 22. September 2007 zu ihrem Anwesen in der University Avenue 54 vorzudringen, worauf sie für etwa 15 Minuten vor das Haus trat. Es war ihr erstes Erscheinen in der Öffentlichkeit seit über vier Jahren. Gerüchte über ihre angebliche Verhaftung wurden von einem asiatischen Diplomaten dementiert. Nach zwei Treffen mit dem UN-Sondergesandten Ibrahim Gambari am 30. September und 2. Oktober 2007 machte die Junta angesichts des öffentlichen Drucks ein Gesprächsangebot. Sofern Aung San Suu Kyi von ihrem „Kurs der Konfrontation, Verwüstung und Sanktionen“ ablasse, werde sich Machthaber Than Shwe persönlich mit ihr treffen. Als sie am 8. November „im Interesse der Nation“ auf das Angebot einging, markierte dies den Beginn einer Kampagne, in der das Regime ihr ihren angeblichen Vertretungsanspruch für alle Nationalitäten Myanmars absprach. UN-Unterhändler Gambari hatte ihre Erklärung nach Rückkehr von seiner zweiten Krisenmission in Singapur verlesen.
Am 25. Oktober 2007 begann das Regime, eine Reihe von Treffen mit dem neu ernannten ‚Verbindungsminister‘ Aung Kyi zu arrangieren. Im Rahmen dieser medienwirksam inszenierten Gespräche durfte Aung San Suu Kyi am 9. November 2007 erstmals seit Mai 2003 auch Mitglieder der Nationalen Liga für Demokratie treffen. Obwohl es geheißen hatte, man wolle sich im wöchentlichen Rhythmus austauschen, kam es lediglich zu fünf Terminen. Das Treffen mit dem Verbindungsminister am 19. November 2007 fand zu einem Zeitpunkt statt, zu dem gerade das 13. Gipfeltreffen der ASEAN-Staaten in Singapur abgehalten wurde. Nach dem letzten Treffen am 30. Januar 2008 berichteten Mitglieder ihrer Partei von ihrer Unzufriedenheit über den schleppenden Fortgang der Diskussionen. Mit der Ankündigung eines Referendums über die neuerarbeitete Verfassung und den folgenden Verlautbarungen hat das Regime zu erkennen gegeben, dass es an einem weiteren „Dialog“ mit Aung San Suu Kyi kein Interesse mehr hat.
Der US-Kongress versah sie nach einstimmigem Votum am 17. Dezember 2007 mit der „Kongress-Medaille in Gold“. Ihre kanadische Ehrenbürgerschaft (seit 2007) wurde Ende September 2018 vom Parlament einstimmig widerrufen, da die Trägerin sich weigert, den Völkermord an den Rohingya zu verurteilen.

### Gerichtsverfahren 2009
Im Mai 2009 wurde Aung San Suu Kyi wenige Tage vor Auslaufen ihres Hausarrestes verhaftet und wegen Missachtung der Hausarrest-Bestimmungen in das Insein-Gefängnis in Rangun gebracht. Dort wurde gegen sie ein Prozess mit dem Vorwurf eröffnet, sie habe vom 3. bis zum 5. Mai einen US-Amerikaner in ihrem Haus beherbergt.
Nach heftigen internationalen Protesten wurden am dritten Verhandlungstag erstmals ausländische Beobachter zum Prozess zugelassen. Einen Tag später wurde die Öffentlichkeit vom Prozess wieder ausgeschlossen.

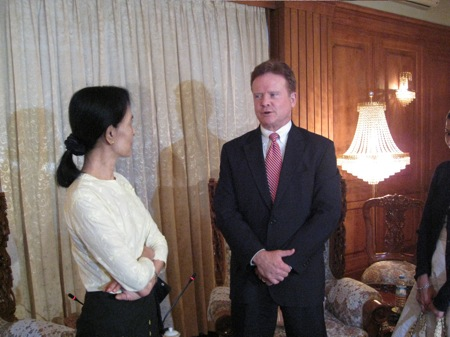
Suu Kyi 2009 mit dem US-Senator Jim Webb

Im August 2009 wurde sie zu weiteren 18 Monaten Hausarrest verurteilt. Fünf Minuten nach der Urteilsverkündigung hatten der Staatsrat für Frieden und Entwicklung und General Than Shwe das zunächst ausgesprochene Strafmaß (drei Jahre Gefängnis mit Zwangsarbeit) revidiert. Begründet wurde die Strafmilderung unter anderem mit einem Hinweis auf den Vater der Verurteilten, den „Nationalhelden“ Aung San. Eine Berufungsklage gegen das Urteil wurde am 2. Oktober 2009 zurückgewiesen. Der amerikanische Staatsbürger, der Aung San Suu Kyi besucht hatte, wurde zu sieben Jahren Gefängnis und Zwangsarbeit verurteilt, durfte jedoch auf Initiative des US-Senators Jim Webb wenige Tage nach dem Urteilsspruch das Land verlassen.
In einem Brief an General Than Shwe bot Aung San Suu Kyi eine neue Ära der Zusammenarbeit an. Sie wollte sich gemeinsam mit der Militärführung für die Aufhebung der internationalen Sanktionen einsetzen.

### Ausschluss von den Parlamentswahlen 2010
Durch ein im März 2010 von der Militärregierung veröffentlichtes Wahlgesetz wurde Aung San Suu Kyi von den Parlamentswahlen am 7. November 2010 ausgeschlossen. Das Gesetz besagt, dass Strafgefangene nicht Mitglieder einer politischen Partei sein dürfen. Gleichzeitig wurde die Nationale Liga für Demokratie dazu gezwungen, die Politikerin aus der Partei auszuschließen, sollte sie an den Wahlen teilnehmen wollen. Obwohl das neue Gesetz auf internationale Kritik stieß, annullierte die Militärregierung gleichzeitig das Ergebnis der Parlamentswahl aus dem Jahr 1990, da es nicht mehr mit der neuen Verfassung übereinstimme. Die NLD hatte die damalige Wahl mit großer Mehrheit für sich entscheiden können.

### Freilassung und Vereidigung als Parlamentsabgeordnete

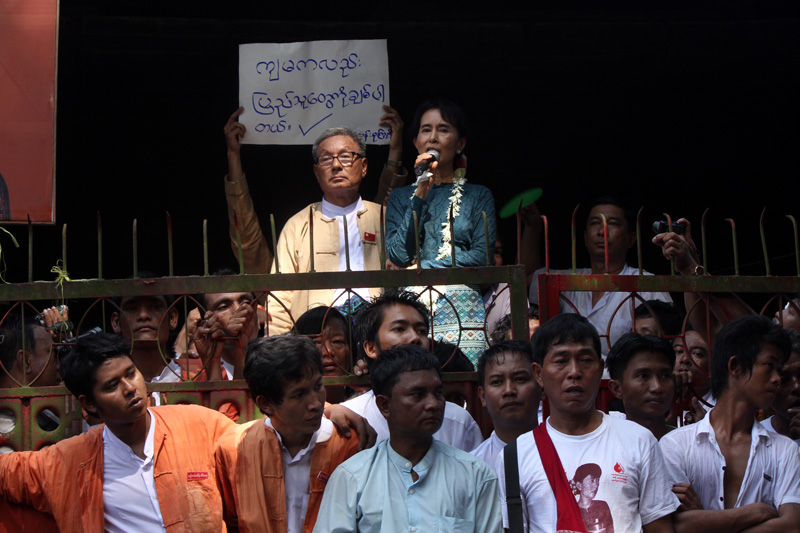
Aung San Suu Kyi nach ihrer Freilassung

Am 13. November 2010 wurde sie aus ihrem Hausarrest entlassen.
Wenig später empfing sie Michelle Yeoh, von der sie in dem von Luc Besson produzierten Film über ihr Leben (The Lady) dargestellt wird.
Im Jahr 2011 saß Aung San Suu Kyi in einer Jury bestehend aus renommierten Persönlichkeiten des öffentlichen Lebens, die an der Auswahl des universellen Logos für Menschenrechte beteiligt waren.
Mitte Januar 2012 entschied sie sich bei den Nachwahlen am 1. April 2012 für einen Parlamentssitz zu kandidieren. Am 29. Januar 2012 startete sie ihre Wahlkampftour. Sie gewann den Wahlkreis Kawhmu; ihre Partei gewann 43 der 45 frei gewordenen Sitze, die zur Nachwahl standen.
Aung San Suu Kyi war bis 2012 Mitglied des Zusammenschlusses von herausragenden ehemaligen Staatsmännern und -frauen, Friedensaktivisten, Menschenrechtlern sowie prominenten Intellektuellen The Elders, der 2007 von Nelson Mandela auf Initiative von Peter Gabriel und Richard Branson gegründet wurde. Ziel der Gruppe ist es, die Erfahrung, die Beziehungen und den öffentlichen Einfluss der Mitglieder zur Lösung globaler Probleme einzusetzen.
Am 2. Mai 2012 legte Aung San Suu Kyi gemeinsam mit 33 weiteren neugewählten Mitgliedern der Nationalen Liga für Demokratie im Parlament von Myanmar ihren Eid als Abgeordnete ab. Im Vorfeld hatte sie sich zunächst geweigert, auf die von ihr kritisierte Verfassung von 2008 zu schwören. Diese schreibt Vorrechte des Militärs fest, etwa dass ein Viertel der Parlamentsmandate an Militärangehörige vergeben werden müssen. Auf Druck von Partei und Wählern gab sie schließlich ihren Widerstand nach ca. einer Woche auf.

### Auslandsreisen nach Thailand und Europa 2012

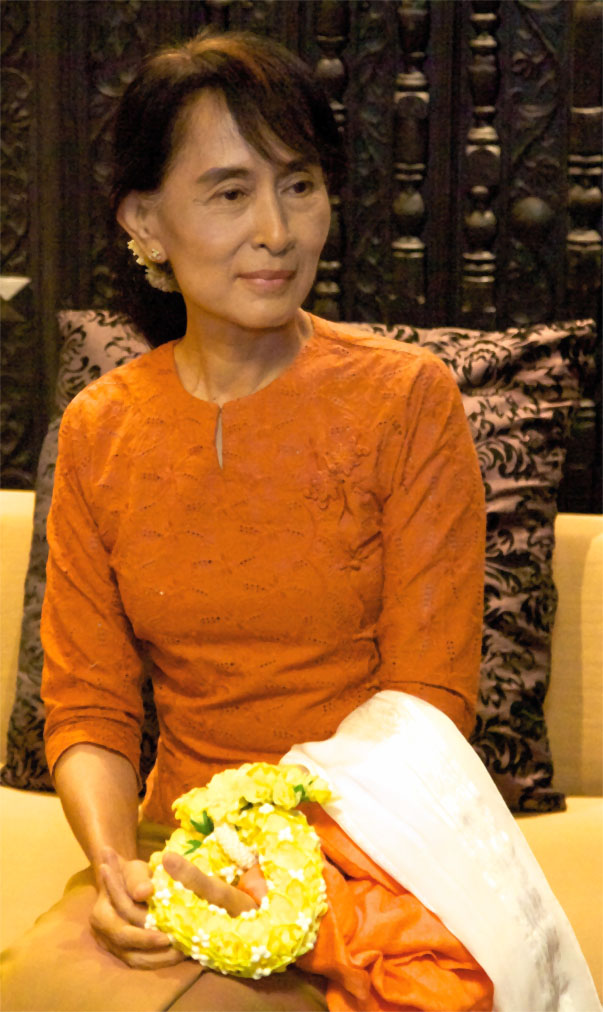
Aung San Suu Kyi während des Weltwirtschaftsforums in Bangkok (2012)

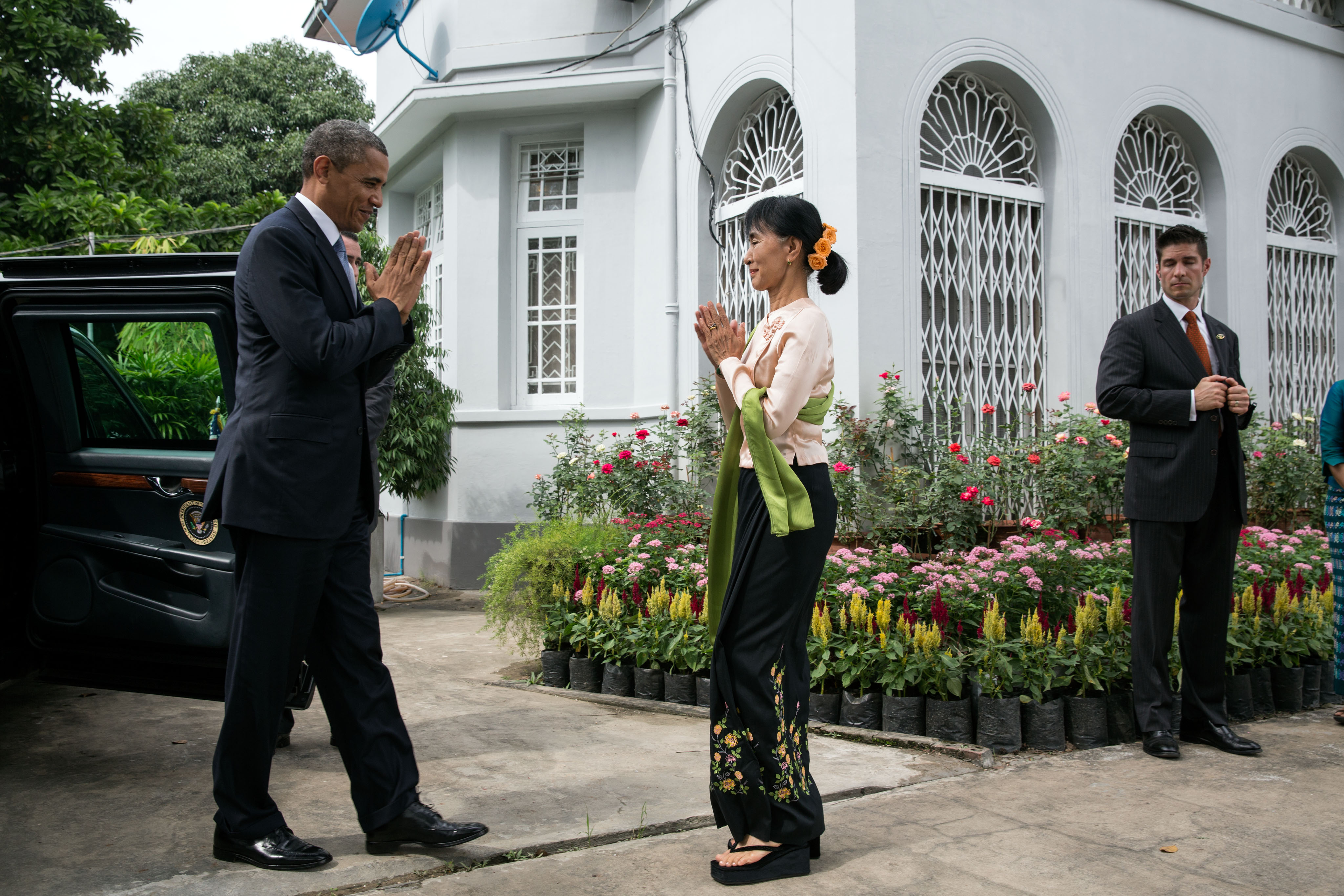
Aung San Suu Kyi empfängt Barack Obama am 19. November 2012 in ihrer privaten Residenz; Obamas Besuch war der erste eines US-Präsidenten in Myanmar.

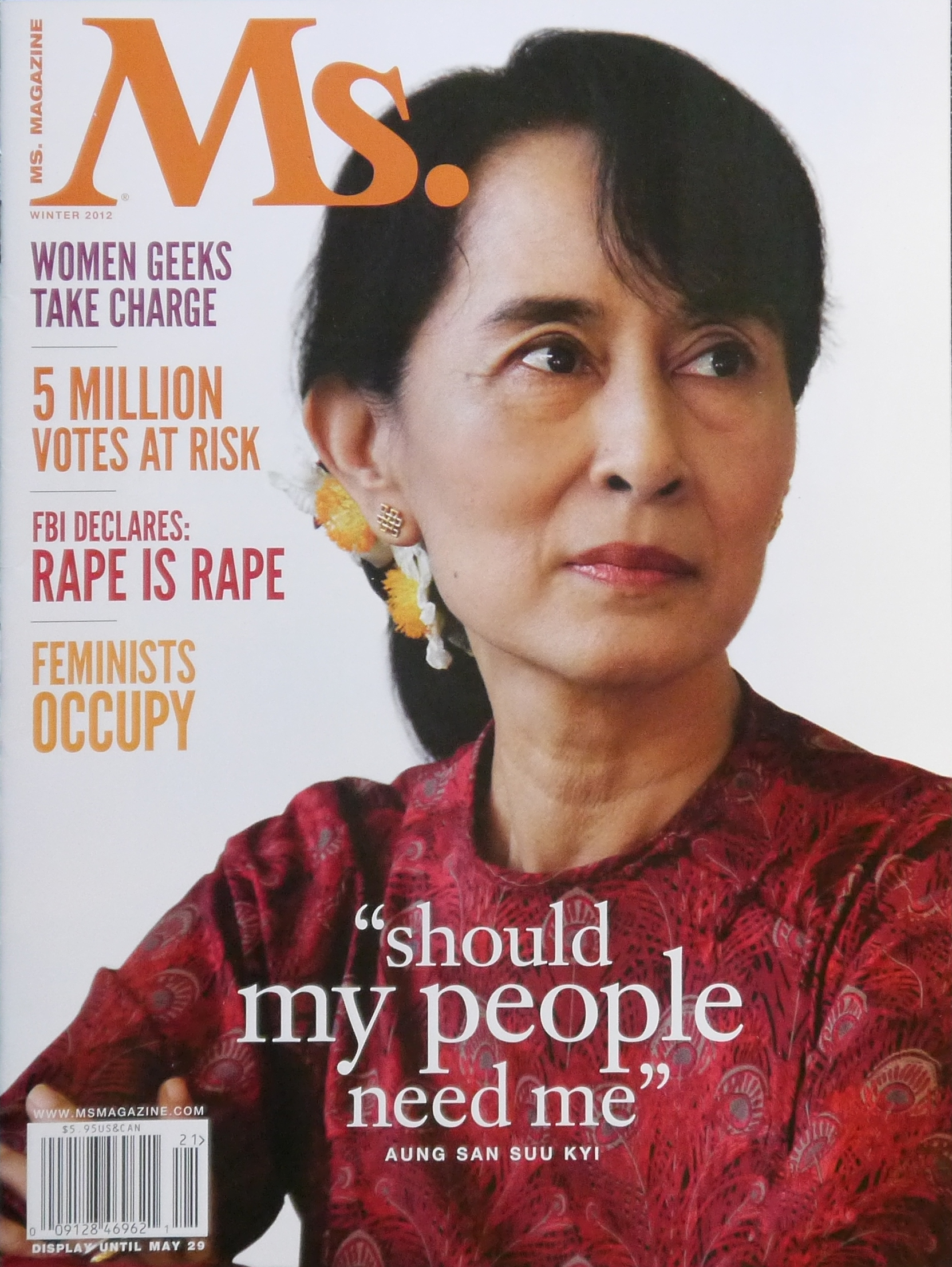
Aung San Suu Kyi auf dem Titelblatt des Ms. Magazine im Winter 2012

Am 29. Mai 2012 brach Aung San Suu Kyi zu ihrer ersten Auslandsreise seit 24 Jahren auf. In Bangkok nahm sie an einem Wirtschaftsforum teil. Nach ihrer Einladung zu einer dortigen Podiumsdiskussion und einem geplanten Besuch eines Lagers myanmarischer Flüchtlinge im Grenzgebiet hatte Staatspräsident Thein Sein sein Kommen zum Wirtschaftsforum abgesagt.
Am 13. Juni 2012 traf Aung San Suu Kyi in Genf zu einer mehr als zweiwöchigen Europareise ein. In der Schweiz sprach sie auf einer Konferenz der Internationalen Arbeitsorganisation (ILO) über Gewerkschaften und Zwangsarbeit in Myanmar. Ebenfalls sollte sie sich in Bern mit Außenminister Didier Burkhalter und Präsidentin Eveline Widmer-Schlumpf treffen. Am 16. Juni holte Aung San Suu Kyi im Rathaus von Oslo die Vorlesung für den ihr 1991 in Abwesenheit verliehenen Friedensnobelpreis nach. Sie warb dabei für koordinierte internationale Hilfe bei den Reformen in ihrem Heimatland und zeigte sich im Bezug auf die demokratischen Reformen „vorsichtig optimistisch“. Am 21. Juni hielt sie eine Rede im britischen Unterhaus.

### Bestätigung als Parteivorsitzende
Zum Abschluss des ersten Parteitags in der 25-jährigen Geschichte der NLD bestätigten am 10. März 2013 die 120 Delegierten des Zentralkomitees Aung San Suu Kyi einstimmig als Parteivorsitzende.

### Rede im Europaparlament 2013
Bei der Überreichung des bereits 1990 verliehenen Sacharow-Preises sagte sie am 22. Oktober 2013 im Europaparlament in Strasbourg:

“Freedom of thought begins with the right to ask questions and this right our people in Burma have not had for so long that some of our young people do not quite know how to ask questions.”

„Die Freiheit der Gedanken beginnt mit dem Recht, Fragen zu stellen; und dieses Recht hatten die Menschen in Birma so lange nicht mehr gehabt, so dass einige unserer jungen Leute nicht einmal mehr wissen, wie Fragen gestellt werden.“

### Sieg bei den Parlamentswahlen 2015
Bei den am 8. November 2015 durchgeführten Parlamentswahlen errang die Nationale Liga für Demokratie von Aung San Suu Kyi die absolute Mehrheit des 657 Sitze umfassenden Unter- und Oberhauses, wie die Wahlkommission noch vor Auszählung aller Stimmen bekanntgab, bei einem Zugewinn von 349 Sitzen gegenüber der bisherigen Zusammensetzung. Das Militär hatte sich im Vorfeld der Wahl ein Viertel der Parlamentssitze gesichert. Die im Jahr 2008 vom Regime verabschiedete Verfassung Myanmars verhindert, dass Aung San Suu Kyi für das Amt der Präsidentin kandidieren kann, da Burmesen mit ausländischem Ehepartner oder Kindern nicht kandidieren dürfen und ihr Ehemann Brite war und ihre Kinder ebenfalls britische Staatsangehörige sind. Vor ihrem Wahlsieg hatte Aung San Suu Kyi geäußert, Myanmar trotzdem anzuführen, auch wenn ein anderes Parteimitglied das Amt des Staatsoberhauptes ausübe. Sie wurde daher häufig als „faktische Regierungschefin“ bezeichnet.
Seitens der Gewerkschaften wurde ihr außerdem vorgeworfen, ab 2016 Gründungen von Beschäftigtenvertretungen zunehmend behindert und die Anpassung des Mindestlohns ausgesetzt zu haben. Außerdem durften NLD-Mitglieder nicht ohne Genehmigung an Veranstaltungen von Gewerkschaften und zivilgesellschaftlichen Gruppen teilnehmen.

### Internationale Kritik an Haltung zu Völkermord
Aung San Suu Kyi wird vorgeworfen, sich nicht um die Lage der Rohingya, einer muslimischen Ethnie im Westen des Landes, zu kümmern und zu der von internationalen Organisationen als Völkermord bezeichneten Politik der Unterdrückung, Vertreibung und Ermordung der Rohingya zu schweigen. Fragen zur Lage der Rohingya beantworte sie ausweichend. Hierfür werden taktische Gründe angenommen, ihre überwiegend buddhistischen Anhänger nicht verärgern zu wollen.
Im September 2017 kündigte sie an, ausländischen Beobachtern die Einreise zu erlauben und äußerte ihr Mitgefühl mit den Verfolgten. Im September 2018 räumte sie Fehler in der Rohingya-Krise ein, verteidigte aber gleichzeitig die Verhaftungen zweier einheimischer Journalisten, die zu den Menschenrechtsverletzungen im Land ermittelten.
Wegen der Weigerung Aung San Suu Kyis, die Gewalt gegen die Rohingya zu verurteilen, wurden ihr mehrere Auszeichnungen wieder entzogen. Das kanadische Parlament erkannte ihr im September 2018 die 2007 verliehene Ehrenbürgerschaft ab, im November des Jahres entzog ihr Amnesty International den Ehrentitel „Botschafter des Gewissens“. Der Generalsekretär der Menschenrechtsorganisation, Kumi Naidoo, warf Aung San Suu Kyi in einem Brief vor, Gräueltaten des Militärs zu dulden und die Meinungsfreiheit nicht ausreichend zu schützen.  So wurden Journalisten, nachdem sie über Erschießungen an den Rohingya berichtet hatten, wegen Landesverrats inhaftiert.
Bereits im August 2018 hatte das Nobelpreiskomitee die Presse darüber informiert, dass es den für preiswürdige Leistungen in der Vergangenheit verliehenen Friedensnobelpreis jedoch nicht zurückfordern werde.
Nach Ansicht von Markus Löning wird der Einfluss von Aung San Suu Kyi im Westen oft überschätzt. Er äußerte sich im November 2017 wie folgt: „Das Militär hat nach wie vor das Geld, Gewehre und Infrastruktur. ASSK versucht unter der Aufsicht der Generäle mit einer Truppe von Leuten ohne Regierungserfahrung, Myanmar in eine Demokratie umzubauen.“

### Militärputsch, Festnahme und Verurteilung (2021, 2022)
Bei der Parlamentswahl im November 2020 erreichte Aung San Suu Kyis Partei NLD offiziellen Angaben zufolge die absolute Mehrheit, wobei die Wahlbeteiligung bei über 70 Prozent gelegen haben soll. Internationale Beobachter sahen die Wahl als frei und fair an. Die Armee, für die automatisch ein Viertel der Sitze in den Parlamentskammern reserviert ist, sprach dagegen von Wahlbetrug. Am Morgen des 1. Februar 2021 begann das Militär unter Oberbefehlshaber Min Aung Hlaing nach anhaltender Kritik an dem Wahlergebnis einen Putsch. Aung San Suu Kyi, Präsident Win Myint und weitere hochrangige NLD-Mitglieder wurden festgenommen und der Notstand ausgerufen. Das Militär gab im Staatsfernsehen bekannt, für ein Jahr die Kontrolle übernehmen zu wollen. Das Vorgehen wurde mit angeblichem Wahlbetrug begründet. In westlichen Medien wird das Wahlergebnis hingegen als glaubwürdig bezeichnet.
Am 10. Juni 2021 wurde Aung San Suu Kyi nach einem Bericht der regimetreuen Zeitung Global New Light of Myanmar wegen Korruption angeklagt. Die Antikorruptionskommission habe Beweise dafür gefunden, dass sie ihr Amt ausgenutzt und unter anderem 600.000 US-Dollar und mehrere Kilo Gold illegal angenommen habe.
Anfang Dezember 2021 wurde Aung San Suu Kyi von einem Sondergericht zu einer vierjährigen Haftstrafe verurteilt. Sie wurde von der Militärregierung schuldig gesprochen, zur Gewalt aufgerufen und gegen Corona-Auflagen verstoßen zu haben. Auch wirft ihr die Justiz weitere Vergehen vor, darunter Verstöße gegen die Außenhandelsgesetze und Korruption. Die Verfahren finden unter Ausschluss der Öffentlichkeit statt. Auch dürfen sich ihre Verteidiger seit Oktober 2021 nicht mehr öffentlich äußern. Menschenrechtler stuften die Verfahren als einen Schauprozess ein. Wenige Stunden nach dem Urteil wurde das Strafmaß auf zwei Jahre Hausarrest herabgesetzt.
Im Januar 2022 wurde Aung San Suu Kyi erneut von einem Gericht zu vier Jahren Gefängnis verurteilt. Dabei wurde sie in zwei Fällen des illegalen Imports und Besitzes von Walkie-Talkies und in einem Fall des Verstoßes gegen Corona-Vorschriften für schuldig befunden. Im April 2022 wurde die Ex-Regierungschefin in einem ersten von mehreren angestrengten Gerichtsverfahren wegen Korruption zu weiteren fünf Jahren Haft verurteilt. Mitte August hatte das Gericht der Militärjunta sie wegen Korruption zu sechs Jahren Gefängnis verurteilt.
Am 2. September 2022 wurde Aung San Suu Kyi zu drei Jahren Gefängnis verurteilt, nachdem sie des „Wahlbetrugs“ für schuldig befunden wurde. Die Gesamtstrafe, die sie wegen verschiedener Anklagen verbüßen soll, beträgt 20 Jahre.
Am 29. September wurde Aung San Suu Kyi wegen „Verstoßes gegen das Staatsgeheimnisgesetz“ zu weiteren drei Jahren Haft verurteilt.
Am 30. Dezember 2022 fällte ein Gericht in Myanmar ein letztes Urteil in Bezug auf die Fälle und verurteilte sie zu weiteren sieben Jahren Gefängnis. Ihre Gesamtstrafe beträgt nun 33 Jahre Haft. Im Gefängnis lebt sie in Isolationshaft. Sie darf außerdem weder Familienangehörige empfangen, noch ihren Anwalt treffen. Laut unbestätigten Meldungen leidet sie in Haft manchmal unter Fieber, Kopf- und Zahnschmerzen. Ende Juli 2023 kündigte die Militärjunta an, Aung San Suu Kyi in fünf Punkten zu begnadigen und ihre Haftstrafe zu reduzieren.

## Auszeichnungen (Auswahl)
- 1990: Sacharow-Preis
- 1990: Thorolf-Rafto-Gedenkpreis
- 1991: Friedensnobelpreis
- 1992: Simón-Bolívar-Preis[87]
- 1995: Jawaharlal-Nehru-Preis[88]
- 1997: Freedom of  the City Award Oxford (2017 aberkannt)[89]
- 2000: Presidential Medal of Freedom
- 2003: Internationaler Sonderpreis der Jury im Rahmen des Premio Alghero Donna[90]
- 2004: Gwangju-Menschenrechtspreis (2018 aberkannt)
- 2005: Olof-Palme-Preis
- 2005 Freedom of Edinburgh Award[91] (im August 2018 aberkannt[92])
- 2006: Four Freedoms Award in der Kategorie Freiheit von Furcht
- 2007: Ehrenstaatsbürgerschaft Kanadas (im September 2018 aberkannt)
- 2008: Congressional Gold Medal
- 2009: Botschafterin des Gewissens von Amnesty International (im November 2018 wieder aberkannt[93])
- 2012: Bhagwan Mahavir World Peace
- 2012: Ehrendoktorwürde in Zivilrecht, University of Oxford
- 2012: Elie Wiesel Award, verliehen vom United States Holocaust Memorial Museum (im März 2018 aberkannt[94])
- 2012: Kommandeur der Ehrenlegion
- 2013: Ehrenbürgerschaft der Stadt Gwangju[95]
- 2014: Internationaler Willy-Brandt-Preis[96]

## Werke
- Der Weg zur Freiheit. Bastei Lübbe, Bergisch Gladbach 1999, ISBN 3-7857-0884-X, Aung San Suu Kyi im Gespräch mit Alan Clements (Original: The Voice of Hope).
- Letters from Burma. Penguin Books, London 1997, ISBN 0-14-026403-5 (Original: Biruma Kara no tegami, Mainichi Shinbunsha, 1996).

## Dokumentationen
- Luc Besson: The Lady. Filmbiografie, 2011.
- Schweizer Fernsehen: Aung San Suu Kyi – Ein Leben ohne Kompromisse. Regie: Anne Gyrithe Bonne, 2010.
- Karen Stokkendal Poulsen: Birma – Der lange Kampf der Aung San Suu Kyi. Arte, 2018 (verfügbar bis 1. April 2021).